# Conferência de História Contemporânea em Braunau
As Conferências de História Contemporânea em Braunau (em alemão: Braunauer Zeitgeschichte Tage), organizadas pela Associação de História Contemporânea (em alemão: Verein für Zeitgeschichte) desde 1992, ocorre anualmente em Braunau am Inn, na Alemanha. A direção científica é supervisionada por Andreas Maislinger desde sua criação.

## História
Foram inauguradas em 1992 em associação ao Dia da História Contemporânea, iniciado no mesmo ano, com o simpósio "Patrimônio Indesejado" que analisou como cidades como Braunau, Auschwitz, Vichy e Gori (local de nascimento de Josef Stalin) lidam com o patrimônio. Dos vários temas já trabalhos nas conferências estão a Recuperação do Passado (Vergangenheitsbewältigung) e a Resistência em Ditaduras (Widerstand in Diktaturen). A associação também fez palestras sobre assuntos ligados diretamente à região de Innviertel e a vizinha Baviera. Em 2004, foi tratado do Pequeno Tráfego Fronteiriço (kleiner Grenzverkehr) em Salzach e Inn entre os anos 1933 e 1938, da Grande Política (große Politik), assim como do cotidiano no limite entre dois sistemas políticos – suas diferenças e conformidades.
De 23 a 25 de setembro de 2005, foi analisado o cenário histórico do parlamento de Braunau de 1705, que unia a aristocracia, o clero, burgueses e camponeses com o lema melhor morrer bavaro do que deteriorar-se austríaco (Lieber bayrisch sterben als österreichisch verderben). Johann Philipp Palm foi em 2006 o tema principal: o livreiro de Nuremberga foi morto em 26 de agosto de 1806 por ordens de Napoleão I.
Em 2007, recordou-se o politólogo Egon Ranshofen-Wertheimer. Nascido em Ranshofen em 1894 e falecido em 1957 em Nova Iorque, era diplomata em serviço da Sociedade das Nações e ONU; apesar de todo seu engajamento à Áustria ficou esquecido. Durante a conferência foi conferido o prêmio Egon Ranshofen-Wertheimer à Família Trapp. Em 2008, por razão do campeonato de futebol europeu com lugar na Áustria e na Suíça, discutiu-se a fascinação do futebol.